# Zannanza
Prins Zannanza (gestorven rond 1322 v. Chr.) was de vierde van vijf zonen van Suppiluliuma I, koning der Hettieten. Hij was betrokken in een spectaculaire diplomatieke transactie met de bedoeling farao van Egypte te worden.
Anchesenamon, de weduwe van farao Toetanchamon, stuurde Suppiluliuma een brief waarin ze hem vroeg haar een zoon te zenden waar ze dan mee zou huwen. Haar man was recent overleden en ze had geen nakomelingen. Suppiluliuma besloot de zaak te onderzoeken en toen de informatie bevestigd werd stuurde hij Zannanza. Het is onduidelijk wat er vervolgens met Zannanza gebeurd is, maar hij heeft Egypte nooit bereikt. Zijn vader beschuldigde de Egyptenaren ervan zijn zoon te hebben vermoord en er braken vijandelijkheden uit tussen Hettieten en Egyptenaren in Syrië.  